# Autopsie XXL
Autopsie XXL (auch: „Unter der Haut – der Bauplan der Tiere“, Originaltitel: „Inside Nature’s Giants“, auch: „Animal Autopsy“) ist eine britische Serie von Dokumentarfilmen, in denen jeweils die Obduktion eines großen Tiers gezeigt wird. Die Serie wird in Deutschland von N24 ausgestrahlt.

## Folgen
erste Staffel:
- „Der Elefant“ (Asiatischer Elefant)
- „Der Wal“ (Finnwal)
- „Das Krokodil“ (Nilkrokodil)
- „Die Giraffe“ (Giraffe)

zweite Staffel:
- „Der Weiße Hai“ (Weißer Hai)
- „Großkatzen“ (Löwe, Tiger)

## DVD, Buch
Eine in Großbritannien unter dem Titel „Inside Nature’s Giants“ erschienene DVD beinhaltet die vier Folgen der ersten Staffel (The Elephant, The Whale, The Crocodile, The Giraffe).
In einem gleichnamigen Buch werden die Anatomien von Giant Squid (Riesenkalmar), Whale (Finnwal), Polar Bear (Eisbär), Crocodile (Nilkrokodil), Kangaroo (Rotes Riesenkänguru), Giraffe (Giraffe), Turtle (Lederschildkröte), Shark (Weißer Hai), Cassowary (Helmkasuar), Elephant (Asiatischer Elefant), Hippo (Flusspferd), Big Cats (Löwe, Tiger), Snake (Dunkler Tigerpython) und Camel (Dromedar) dargestellt.